# 헤지비데크
부다페스트 12구(헝가리어: Budapest XII. kerülete), 헤지비데크(헝가리어: Hegyvidék)는 헝가리 부다페스트를 구성하는 23개의 구 중 하나다.